# خولیو سزار اوریبه
خولیو سزار اوریبه (اسپانیایی: Julio César Uribe‎؛ زادهٔ ۹ مهٔ ۱۹۵۸) بازیکن سابق و مربی فوتبال اهل پرو است.
از باشگاه‌هایی که در آن بازی کرده‌است می‌توان به باشگاه فوتبال آمریکا، باشگاه فوتبال کالیاری، باشگاه ورزشی اتلتیکو جونیور، و باشگاه فوتبال اسپورتینگ کریستال اشاره کرد.
وی همچنین در تیم ملی فوتبال پرو بازی کرده‌است.